# Черчецька товтра
Че́рчецька То́втра — ботанічний заказник місцевого значення в Україні. Розташований у межах Кам'янець-Подільського району Хмельницької області, між селами Черче і Біла. 
Площа 4,5 га. Статус надано згідно з рішенням Хмельницького облвиконкому від 19.10.1988 року № 153. Перебуває у віданні Чемеровецької селищної громади. 
Статус надано з метою збереження товтри (частина Товтрової гряди), на якій зростають цінні рідкісні види рослин, що занесені до Червоної книгу України, зокрема: сон-трава, ломиніс цілолистий, горицвіт весняний та інші. 
Входить до складу національного природного парку «Подільські Товтри».
- Поруч розташована ботанічна пам'ятка природи загальнодержавного значення — Самовита Товтра.

## Світлини

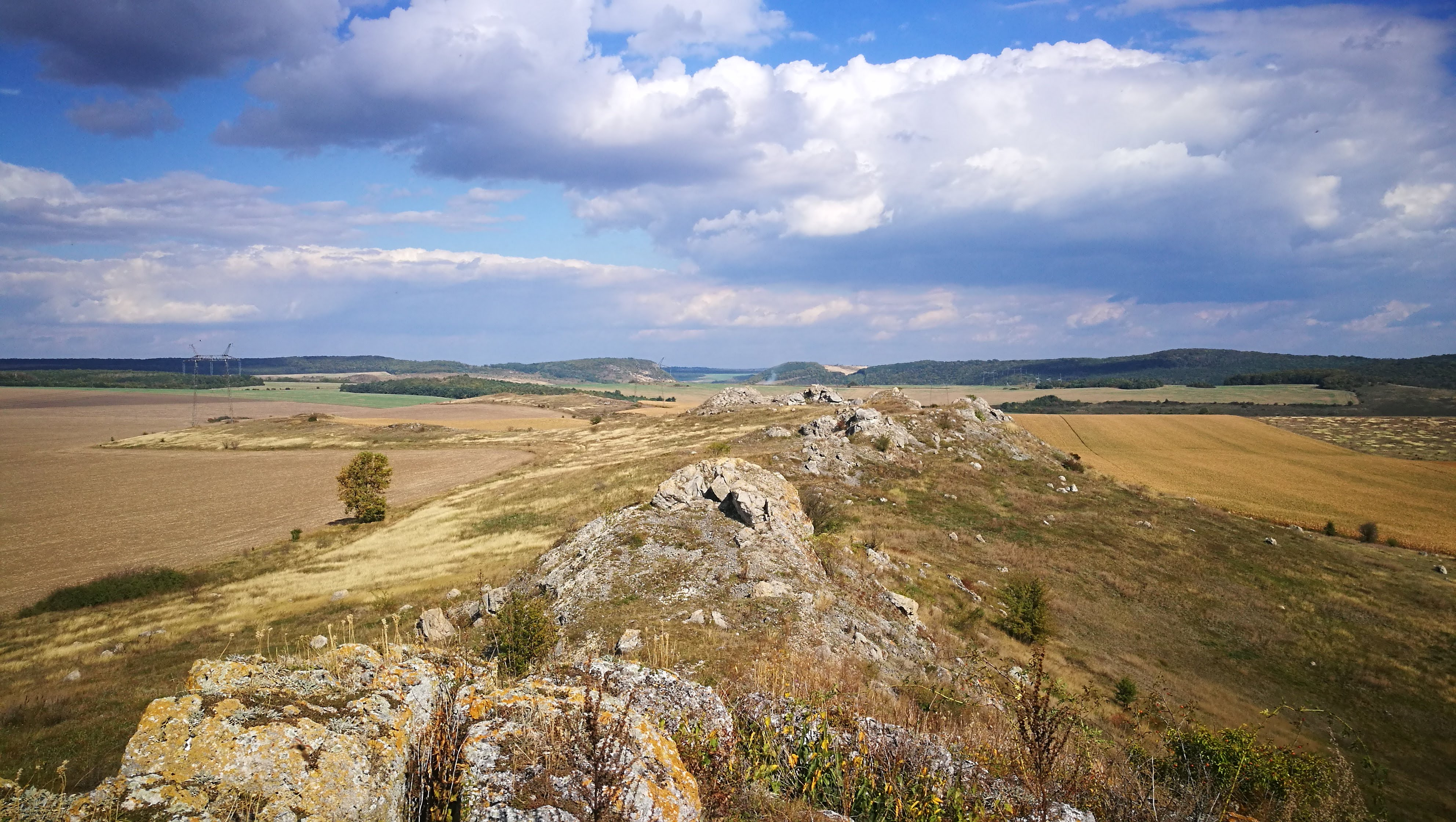
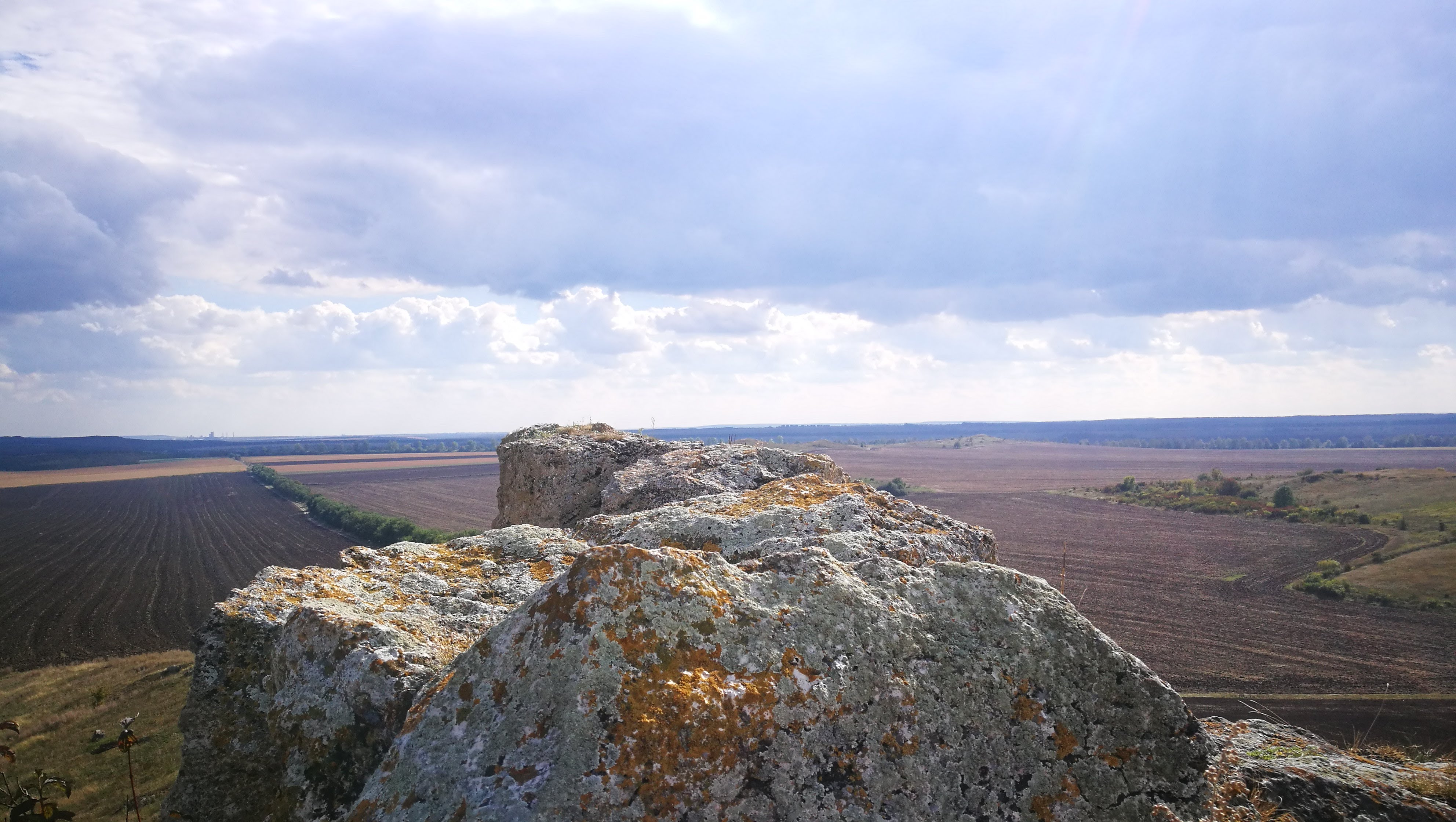
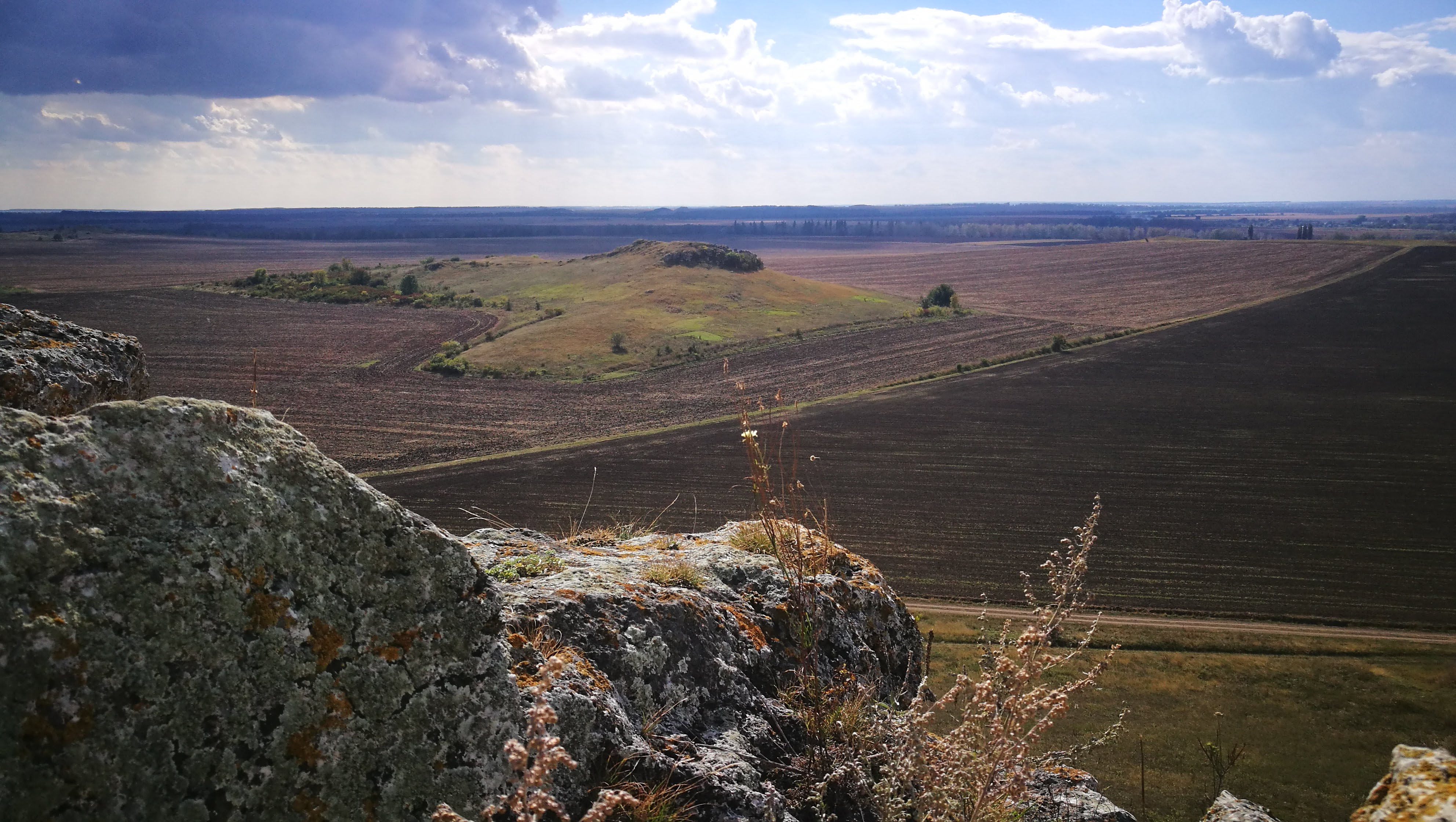
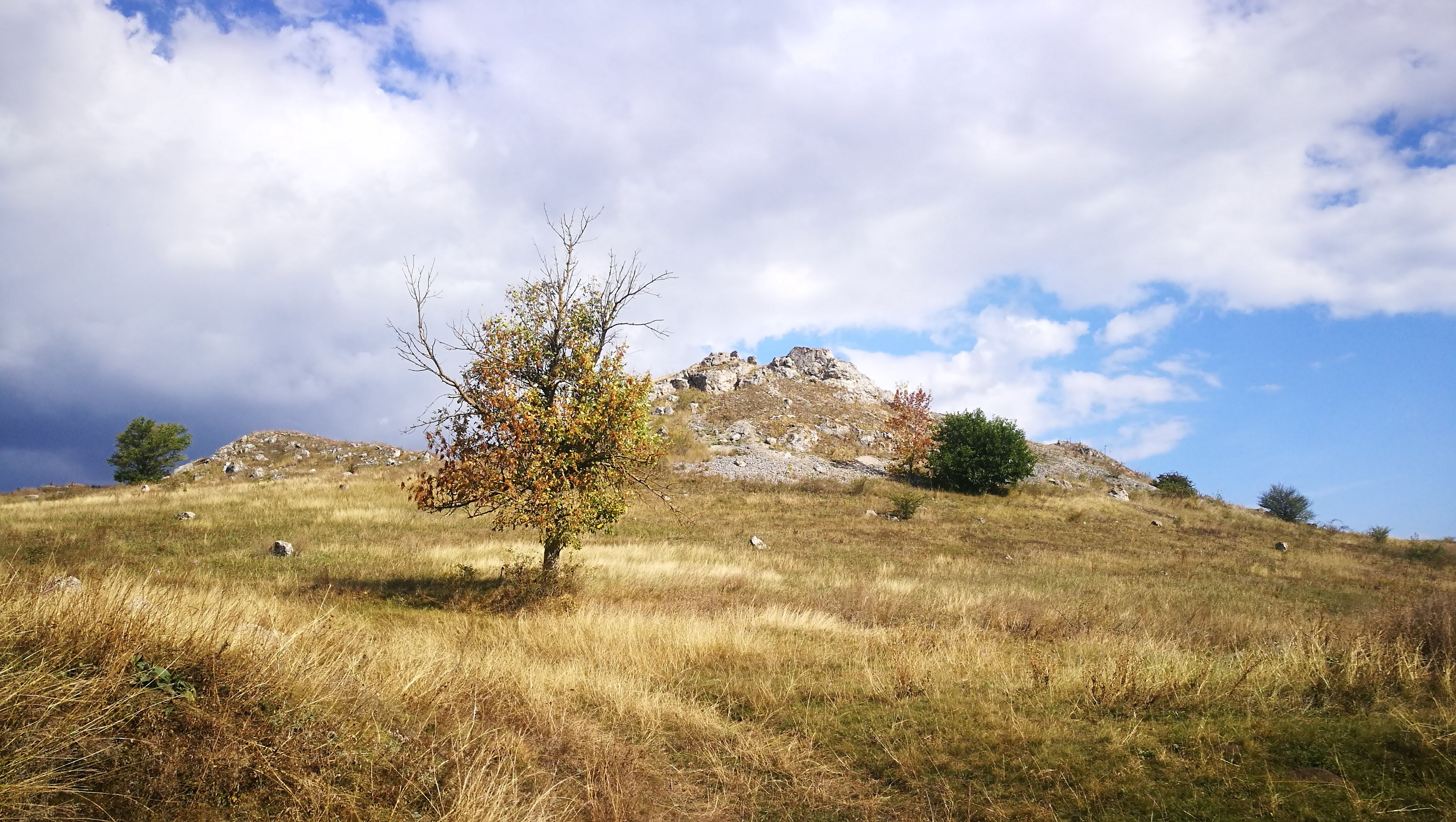